# Groupe d'astronautes 8

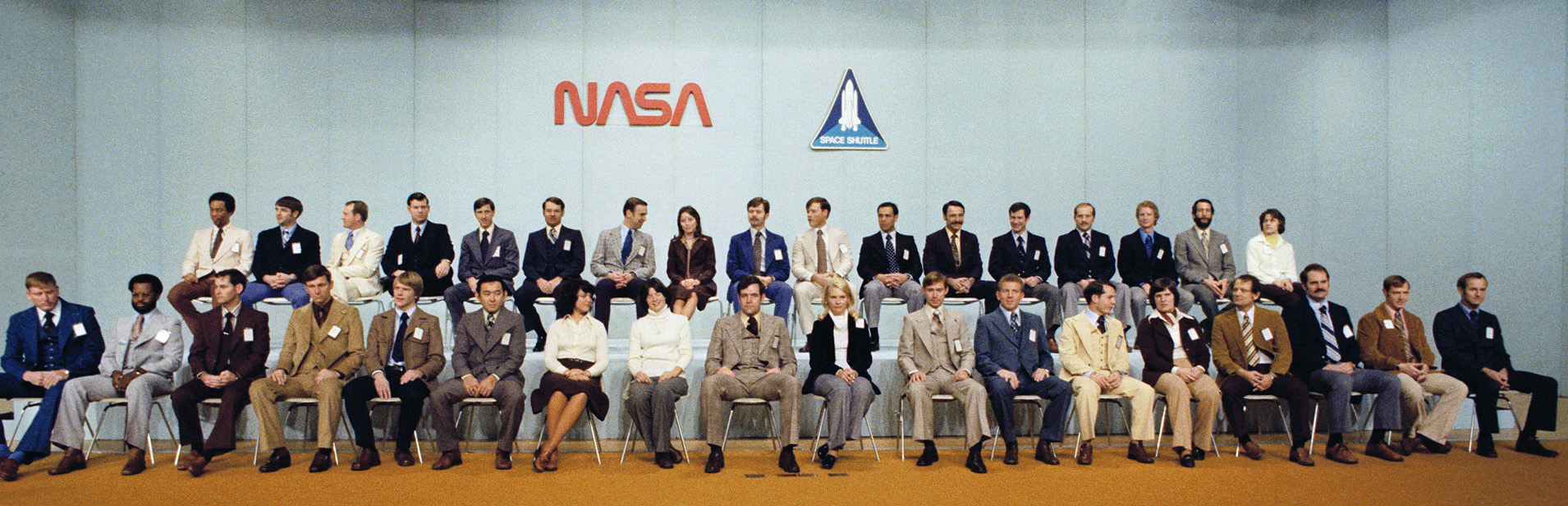
Groupe d'astronautes 8

Le groupe d'astronautes 8 (connu également sous le nom de « TFNG (Thirty-Five New Guys) ») est le huitième groupe d'astronautes de la National Aeronautics and Space Administration (NASA) sélectionné en janvier 1978, la première sélection de candidats astronautes en neuf ans depuis le groupe 7 en août 1969. 
En raison de la longue période entre la dernière mission lunaire Apollo en 1972 et le premier vol de la navette spatiale en 1981, seuls quelques astronautes des groupes précédents sont restés à la NASA. Ainsi, en janvier 1978, un nouveau groupe de 35 astronautes, y compris les premières femmes astronautes de la NASA, a été sélectionné. Depuis lors, un nouveau groupe de candidats a été sélectionné environ tous les deux ans.
Dans le Groupe d'astronautes 8, deux groupes d'astronautes différents ont été formés : les pilotes et les spécialistes de mission. Avec le programme de navettes réutilisables, la NASA a cessé d'envoyer les candidats non-pilotes pour une année de formation à l'école de l'Air Education and Training Command pour le programme de Undergraduate Pilot Training (UPT). Sur les 35 sélectionnés, six étaient des femmes, trois étaient des hommes afro-américains et un était un homme d'origine asiatique.
Le nom TFNG aurait aussi un lien officieux avec l'expression The fucking new guy.

## Premières réalisations
Dans ce groupe, un nombre important de premières pour des vols habités américains ont été atteints :
- Première femme américaine dans l'espace : Sally Ride (18 juin 1983, STS-7) [4]
- Premier afro-américain dans l'espace: Guion Bluford (30 août 1983, STS-8) [5]
- Première juive-américaine dans l'espace : Judith Resnik (30 août 1984, STS-41-D)
- Première femme américaine à effectuer une sortie extravéhiculaire : Kathryn Sullivan (11 octobre 1984, STS-41-G) [6]
- Première mère dans l'espace : Anna Fisher (8 novembre 1984, STS-51-A)
- Premier asio-américain dans l'espace : Ellison Onizuka (24 janvier 1985 STS-51-C) [7]
- Premier afro-américain à piloter et commander une mission : Frederick Gregory (avril 29 1985 STS-51-B, 23 novembre 1989, STS-33)
- Premier Américain lancé dans l'espace par une fusée russe : Norman Thagard (14 mars 1995, Soyouz TM-21) [8]
- Première femme américaine à faire un vol de longue durée : Shannon Lucid (mars à septembre 1996, Mir-NASA 1) [9]
- Premiers astronautes américains en service actif de se marier[Quoi ?] :  Robert Gibson et Rhea Seddon [10],[11]
- Première mère de famille à être embauchée en tant qu'astronaute : Shannon Lucid
- Premier astronaute de l'Army Armée[Quoi ?] : Bob Stewart

(Les sept groupes précédents avaient seulement des candidats venant de l'Air Force, la Navy, des civils et des officiers de Marine Corps, avec les diplômés de West Point ayant accepté des engagements dans la Force aérienne.)
De ce groupe, Scobee, Resnik, Onizuka, et McNair périrent dans l'accident de la navette spatiale Challenger 

## Membres du groupe

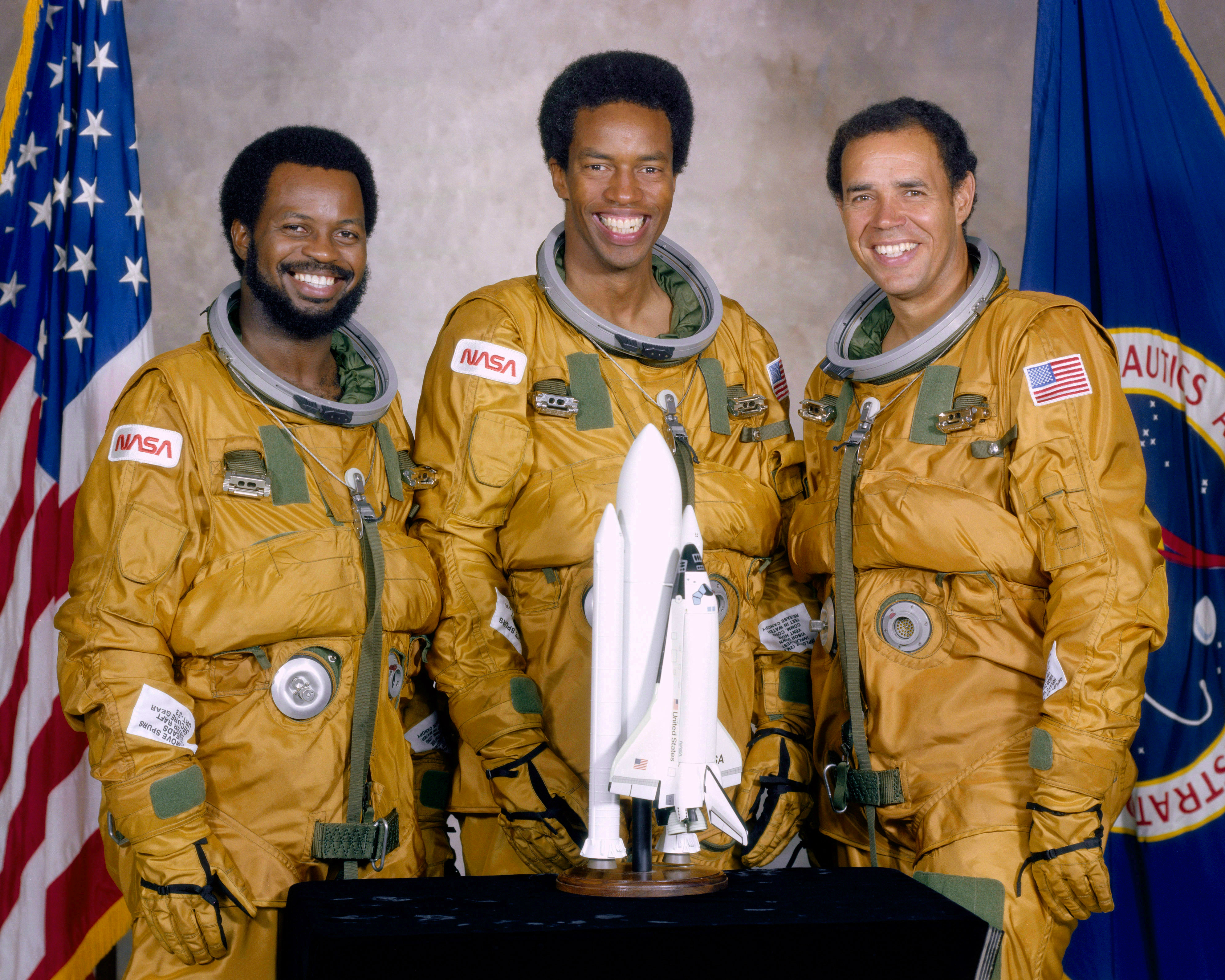
Ronald McNair, Guion Bluford et Frederick D. Gregory. En 1978.

### Pilotes
- Daniel Brandenstein (4 vols)[13]

STS-8 Challenger — août 1983
STS-51-G Discovery — juin 1985
STS-32 Columbia — janvier 1990
STS-49 Endeavour — mai 1992
- Michael Coats (3 vols)[14]

STS-41-D Discovery — août 1984
STS-29 Discovery — mars 1989
STS-39 Discovery — avril 1991
- Richard Covey (4 vols)[15]

STS-51-I Discovery — août 1985
STS-26 Discovery — septembre 1988
STS-38 Atlantis — novembre 1990
STS-61 Endeavour — décembre 1993
- John Creighton (3 vols)[16]

STS-51-G Discovery — juin 1985
STS-36 Atlantis — février 1990
STS-48 Discovery — septembre 1991
- Robert Gibson (5 vols)[10]

STS-41-B Challenger — février 1984
STS-61-C Columbia — janvier 1986
STS-27 Atlantis — décembre 1988
STS-47 Endeavour — septembre 1992
STS-71 Atlantis — juin 1995
- Frederick D. Gregory (3 vols)[17]

STS-51-B Challenger — avril 1985
STS-33 Discovery — novembre 1989
STS-44 Atlantis — novembre 1991
- S. David Griggs (1 vol) (1939–1989)[18]

STS-51-D Discovery — avril 1985
- Frederick Hauck (3 vols)[19]

STS-7 Challenger — juin 1983
STS-51-A Discovery — novembre 1984
STS-26 Discovery — septembre 1988
- Jon McBride (1 vol)[20]

STS-41-G Challenger — octobre 1984
- Steven Nagel (4 vols)[21]

STS-51-G Discovery — juin 1985
STS-61-A Challenger — octobre 1985
STS-37 Atlantis — avril 1991
STS-55 Columbia — avril 1993
- Francis "Dick" Scobee (2 vols) (1939–1986) — meurt dans l'accident de la navette spatiale Challenger[22]

STS-41-C Challenger — avril 1984
STS-51-L Challenger — janvier 1986
- Brewster Shaw (3 vols)[23]

STS-9 Columbia — novembre 1983
STS-61-B Atlantis — novembre 1985
STS-28 Columbia — août 1989
- Loren Shriver (3 vols)[24]

STS-51-C Discovery — janvier 1985
STS-31 Discovery — avril 1990
STS-46 Atlantis — juillet 1992
- David Walker (4 vols) (1944–2001)[25]

STS-51-A Discovery — novembre 1984
STS-30 Atlantis — mai 1989
STS-53 Discovery — décembre 1992
STS-69 Endeavour — septembre 1995
- Donald Williams (2 vols)[26]

STS-51-D Discovery — avril 1985
STS-34 Atlantis — octobre 1989

#### Spécialistes de Mission
- Guion Bluford (4 vols)[5]

STS-8 Challenger — août 1983
STS-61-A Challenger — octobre 1985
STS-39 Discovery — avril 1991
STS-53 Discovery — décembre 1992
- James Buchli (4 vols)[27]

STS-51-C Discovery — janvier 1985
STS-61-A Challenger — octobre 1985
STS-29 Discovery — mars 1989
STS-48 Discovery — septembre 1991
- John Fabian (2 vols)[28]

STS-7 Challenger — juin 1983
STS-51-G Discovery — juin 1985
- Anna Fisher (1 vol)[29]

STS-51-A Discovery — novembre 1984
- Dale Gardner (2 vols) (1948–2014)[30]

STS-8 Challenger — août 1983
STS-51-A Discovery — novembre 1984
- Terry Hart (1 vol)[31]

STS-41-C Challenger — avril 1984
- Steven Hawley (5 vols)[32]

STS-41-D Discovery — août 1984
STS-61-C Columbia — janvier 1986
STS-31 Discovery — avril 1990
STS-82 Discovery — février 1997
STS-93 Columbia — juillet 1999
- Jeffrey Hoffman (5 vols)[33]

STS-51-D Discovery — avril 1985
STS-35 Columbia — décembre 1990
STS-46 Atlantis — juillet 1992
STS-61 Endeavour — décembre 1993
STS-75 Columbia — février 1996
- Shannon Lucid (5 vols)[9]

STS-51-G Discovery — juin 1985
STS-34 Atlantis — octobre 1989
STS-43 Atlantis — août 1991
STS-58 Columbia — octobre 1993
STS-76 Atlantis — mars 1996
Mir NASA-1
STS-79 Atlantis — septembre 1996

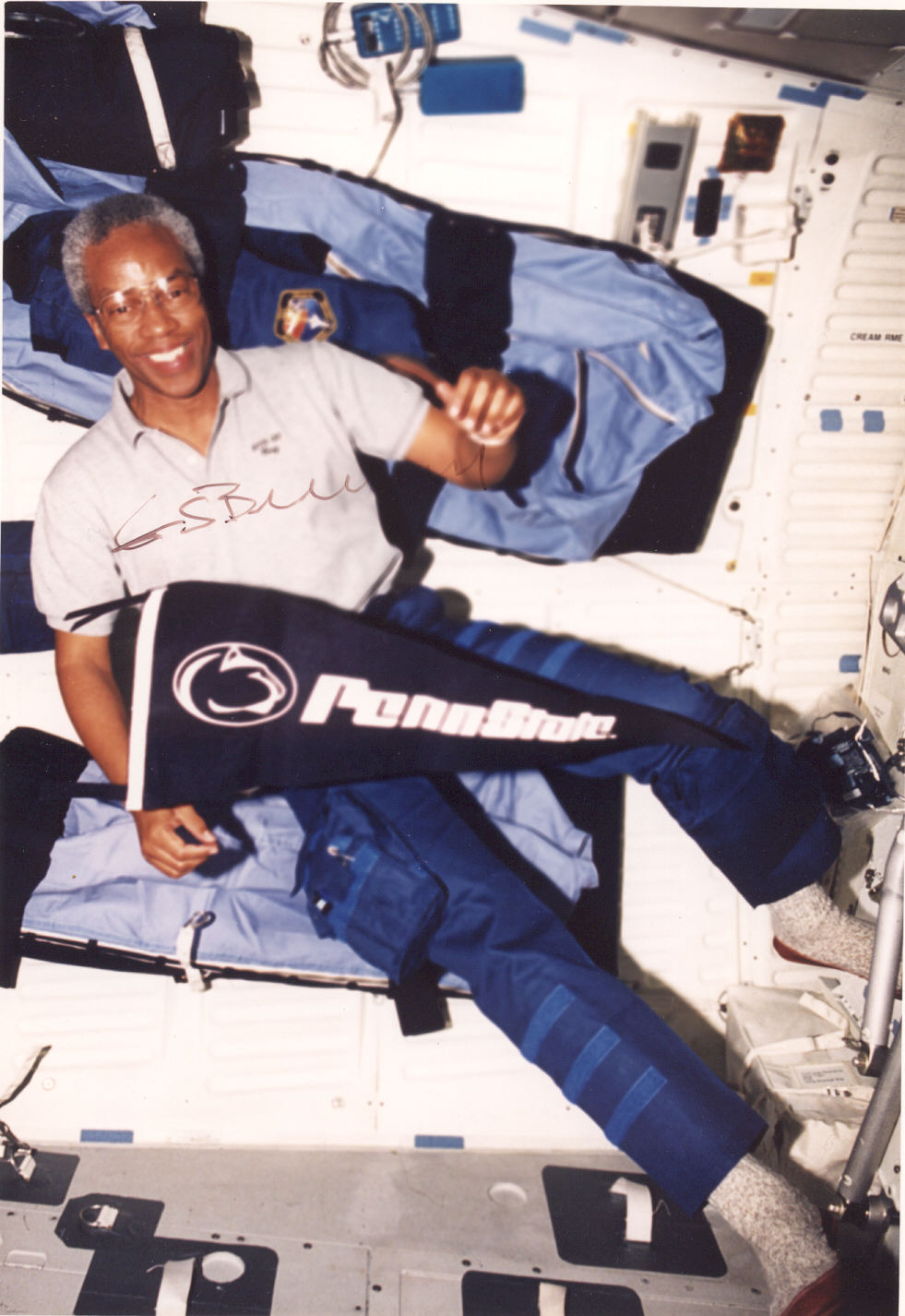
Guion Bluford, le premier afro-américain dans l'espace.

- Ronald McNair (2 vols) (1950–1986) — meurt dans l'accident de la navette spatiale Challenger[34]

STS-41-B Challenger — février 1984
STS-51-L Challenger — janvier 1986
- Richard Mullane (3 vols)[35]

STS-41-D Discovery — août 1984
STS-27 Atlantis — décembre 1988
STS-36 Atlantis — février 1990
- George Nelson (3 vols)[36]

STS-41-C Challenger — avril 1984
STS-61-C Columbia — janvier 1986
STS-26 Discovery — septembre 1988

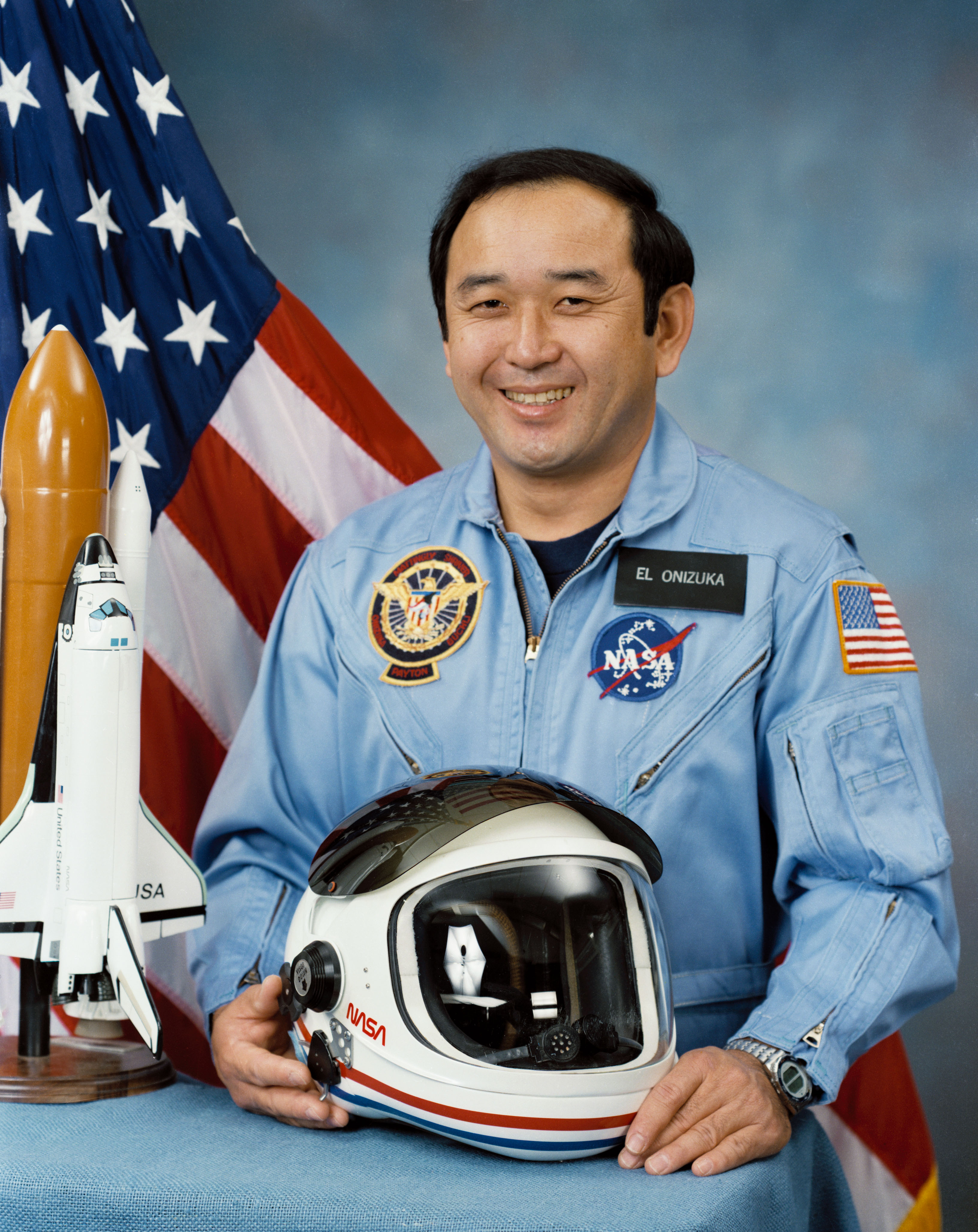
Ellison Onizuka, le premier asio-american dans l'espace.

- Ellison Onizuka (2 vols) (1946–1986) — meurt dans l'accident de la navette spatiale Challenger[7]

STS-51-C Discovery — janvier 1985
STS-51-L Challenger — janvier 1986
- Judith Resnik (2 vols) (1949–1986) — meurt dans l'accident de la navette spatiale Challenger[37]

STS-41-D Discovery — août 1984
STS-51-L Challenger — janvier 1986

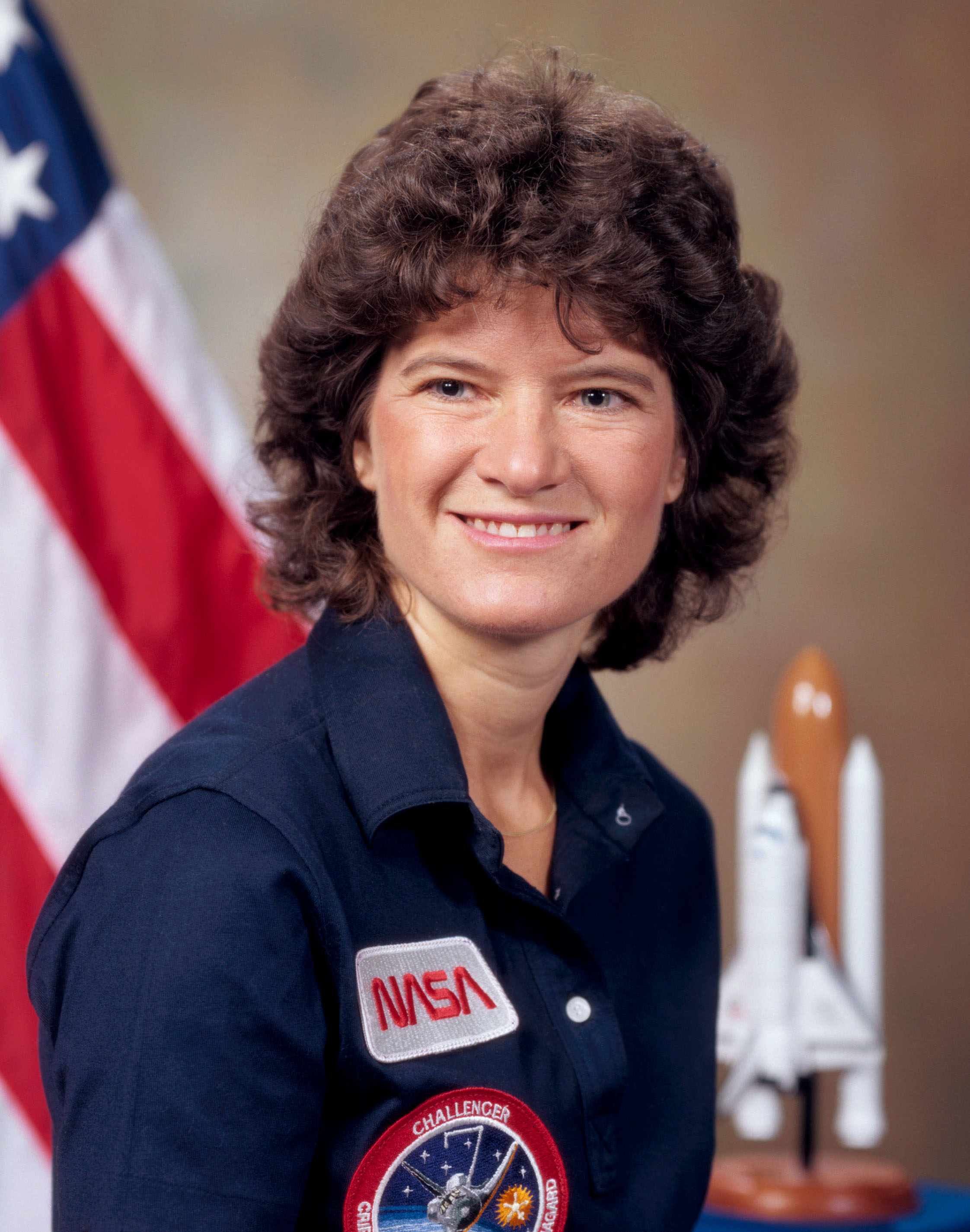
Sally Ride, la première américaine dans l'espace.

- Sally Ride (2 vols) (1951–2012) — la première américaine dans l'espace[4]

STS-7 Challenger — juin 1983
STS-41-G Challenger — octobre 1984
- Rhea Seddon (3 vols)[11]

STS-51-D Discovery — avril 1985
STS-40 Columbia — juin 1991
STS-58 Columbia — octobre 1993
- Robert Stewart (2 vols)[38]

STS-41-B Challenger — février 1984
STS-51-J Atlantis — octobre 1985
- Kathryn Sullivan (3 vols) — Première américaine réalisant une sortie extravéhiculaire (EVA)[6]

STS-41-G Challenger — octobre 1984
STS-31 Discovery — avril 1990
STS-45 Atlantis — mars 1992
- Norman Thagard (5 vols)[8]

STS-7 Challenger — juin 1983
STS-51-B Challenger — avril 1985
STS-30 Atlantis — mai 1989
STS-42 Discovery — janvier 1992
Soyouz TM-21 — mars 1995
Mir EO-18
STS-71 Atlantis — juillet 1995
- James van Hoften (2 vols)[39]

STS-41-C Challenger — avril 1984
STS-51-I Discovery — août 1985